# Гаворано
Гавора̀но (на италиански: Gavorrano) е градче и община в централна Италия, провинция Гросето, регион Тоскана. Разположено е на 273 m надморска височина. Населението на общината е 8611 души (към 2013 г.).